# Маваланкар, Ганеш Васудев
Ганеш Васудев Маваланкар (англ. Ganesh Vasudev Mavalankar, хинди गणेश वासुदेव मावळणकर; 27 ноября 1888, Барода, Британская Индия — 27 февраля 1956, Ахмадабад, Индия) — индийский государственный деятель, спикер Лок сабхи (1952—1956).

## Биография
Принадлежал к этнической группе маратхи. Его семья проживала в различных района  Бомбейского президентства Британской Индии. В 1902 г. он переехал в Ахмадабад для получения высшего образования. В 1908 г. он по окончании колледжа Гуджарата ему была присвоена степени бакалавра искусств. В 1912 г. он закончил государственную Школу права в Бомбее. С 1913 г. начал юридическую практику, познакомившись с Валлабхаи Пателем и Махатмой Ганди, включился в общественно-политическую жизнь штата Гуджарат. В 1919 г. впервые был избран в муниципальный совет Ахмедабада, неоднократно избирался в его состав (1919-22, 1925—1928, 1930—1933 и 1934—1937).
Присоединился к Индийскому национально-освободительному движению в период Движения несотрудничества. Являлся секретарем регионального отделения Индийского национального конгресса  штата Гуджарат (1921-1922), хотя в 1920-х гг. временно присоединился к Партии свараджа,  вернулся в число сторонником Махатмы Ганди во время Соляного похода в 1930 г. После того, как Конгресс отказался от своего бойкота выборов в органы власти, он был избран в Законодательное собрание Бомбейского президентства (1934) и стал его спикером в 1937 г. и занимал этот пост до 1946 г. В 1946 г. он был избран также в состав Центральной законодательной ассамблеи и до момента прекращения её полномочий в августе 1947 г. являлся её председателем.
Сразу после обретения независимости политик возглавил комитет, который должен был разделить конституционную и законодательную функции Учредительного собрания. В ноябре 1947 г. он был избран на должность спикера Учредительного (законодательного) собрания. С принятием Конституции Индии 26 ноября 1949 г. Учредительное собрание было заменено Временным парламентом. В конце ноября 1949 г. он был избран его спикером и занимал этот пост до 1952 г., когда прошли выборы в первый состав Лок сабхи.
В мае 1952 г. он был избран спикером 1-го созыва Лок сабхи. В январе 1956 г. политик перенес тяжёлый сердечный приступ и ушёл в отставку и вскоре скончался. 
Выступил одним из основателей «Общества образования» в Ахмадабаде, ещё в 1920-х гг. предлагал создать Гуджаратский университет, который был основан в 1949 г.